# Villarmentero de Esgueva
Villarmentero de Esgueva is een gemeente in de Spaanse provincie Valladolid in de regio Castilië en León met een oppervlakte van 13,47 km². Villarmentero de Esgueva telt 98 inwoners (1 januari 2016).

## Demografische ontwikkeling
Bron: INE, 1857-2011: volkstellingen